# Melchior (bottiglia)
Melchior o Salomon è un tipo di bottiglia modello Champagnotta, solitamente usata per champagne o altri vini spumanti della capacità di 18 litri pari a 24 bottiglie da 0,75 litri. Non è particolarmente diffusa ed il suo utilizzo è molto limitato, almeno in relazione al formato da 0,75 litri.